# Димитър Петков (композитор)
Вижте пояснителната страница за други личности с името Димитър Петков.
 Димитър Христов Петков  е български композитор и диригент.

## Биография
Димитър Христов Петков е роден на 4 май 1919 година в пашмаклийското село Райково. Майката е народна певица. Завършва Софийския държавен университет със специалност химия. През 1950 – 1952 г. следва в Държавната музикална академия „Проф. Панчо Владигеров“ и завършва със специалност композиция при проф. Веселин Стоянов и дирижиране при проф. Асен Димитров. Едновременно работи като диригент на Ансамбъла за песни и танци на Министерството на вътрешните работи. В периода 1953 – 1954 г. специализира в Московската консерватория композиция при Арам Хачатурян и полифония при Сергей Скребков.
Директор на Народната опера (1954 – 1963). Преподавател по полифония в Музикалната консерватория (1958 – 1960). Заместник-председател на Комитета по изкуство и култура (1960 – 1972), председател на Съюза на българските композитори (1972 – 1980).

## Творчество
Работи в областта на хоровите песни написани на основата на родопски народни песни: „Делю хайдутин“, „Хайдушка“, „Носталгия“ и др. Автор е на масовите песни „Майска песен“, „Слава на партията“, „Училище любимо“, „Роден кът“ и др. В инструменталното му творчество намира място филмовата музика: „Плодовете на нашата земя“ (1953), „Антонивановци“ (1958); музиката към танцовите постановки „Ръченица“, „Овчари“, „Женско хоро“; сюити, полифонични песни за флейта, кларинет и фагот; оперите „Неспокойни сърца“, „Крива пътека“ и др.
Автор е на музиката на популярната песен „Нашата мила родна страна", позната като „Пътнико свиден“. Песента „Дельо хайдутин“ по негова музика и в изпълнение на Валя Балканска, заедно с произведения на Хендел, Бах, Моцарт и др. е включена в посланието на човечеството към Космоса „Гласовете на Земята“.

## Признание и награди
- Орден „Кирил и Методий“ I ст.
- Орден „Червено знаме на труда“
- Лауреат на Димитровска награда (1969)
- Звание „Герой на социалистическия труд“ и Орден „Георги Димитров“ (1979)
- Народен артист (1974)
- Почетен гражданин на Бургас (1978)
- Провъзгласен за Почетен гражданин на Ловеч на 26 април 1979 г. „За големите му заслуги в развитието на музикалното творчество в страната и утвърждаване на Люляковите музикални тържества „Панайот и Любомир Пипков“ в Ловеч“.
- Почетен гражданин на Смолян.